# Імміграція в Чилі
Імміграція в Чилі (ісп. Inmigración en Chile) — процес переселення на територію Чилі протягом її освоєння і становлення.

## Факти
Чилі — країна, населення якої в основному складається з корінних американців (в основному арауканского походження) і людей піренейського походження (в основному андалузького і баскського походження). Є також деякі малі корінні громади, які живуть на півдні. Невелика кількість європейських іммігрантів оселилася в Чилі в дев'ятнадцятому і двадцятому століттях, в основному іспанці, а також німці, британці, французи, італійці та південні слов'яни (в основному хорвати і чорногорці). Проте, ця імміграція ніколи не була масштабною, контрастуючи з масовою міграцією, яка була характерна для Аргентини, Уругваю та Бразилії. Між 1880 і 1940 роками близько 43 тисяч іммігрантів прибули з Іспанії і стали частиною чилійського суспільства. Приблизно 2500 були з Андалусії. Нащадки різних європейських етнічних груп часто вступали в змішані шлюби, змішуючи культури й ідентичності своїх країн з культурою нащадків баско-кастильської аристократії колоніального періоду. У той же час деякі окремі культурні аспекти, такі як британський післяобідній чай, німецькі торти й італійська паста, були збережені. Суміш культур і рас сформували сучасне суспільство і культуру чилійських середнього і вищого класів, які, проте, часто нехтували чилійської народною культурою, відгалуженням культури іспанців, які оселилися в країні в колоніальний період. Це злиття також видно в архітектурі чилійських міст.
Більшість іммігрантів в Чилі ХІХ і ХХ століть були з далекого зарубіжжя. Переселенці з Європи приїжджали з Іспанії, Італії, Франції, Хорватії, Австрії, Німеччини, Великої Британії та Ірландії. У 1930-х роках прибували біженці від Громадянської війни в Іспанії. Сьогодні більшість іммігрантів приїжджає з сусідніх країн. В основному з Аргентини, а також Перу. Одним з основних факторів, які впливають на міграцію, є відносно стабільна політична історії країни, в порівнянні з іншою частиною Латинської Америки і, останнім часом, значне зростання чилійської економіки. Іммігранти з інших країн Латинської Америки зробили важливий внесок в розвиток Чилі. Наприклад, одним із засновників знаменитого Чилійського університету був венесуелець Андрес Бельо. Сьогодні шахти міді і нітрату в Атакамі покладаються на контрактних робітників з сусідньої Болівії.
Морська торгівля привела до створення англійських, французьких, італійських, голландських, грецьких, португальських та скандинавських поселень. Палестинці, сирійці і ліванці прибули у великій кількості в 1920-х.